# Sociedad Geográfica Rusa

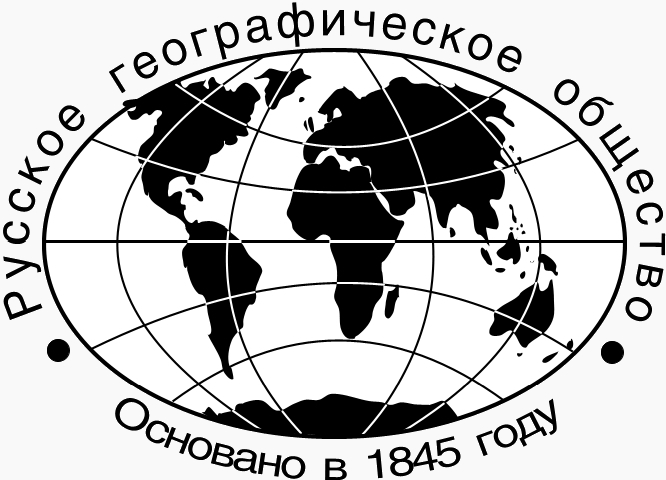
logotipo de la Sociedad Geográfica Rusa

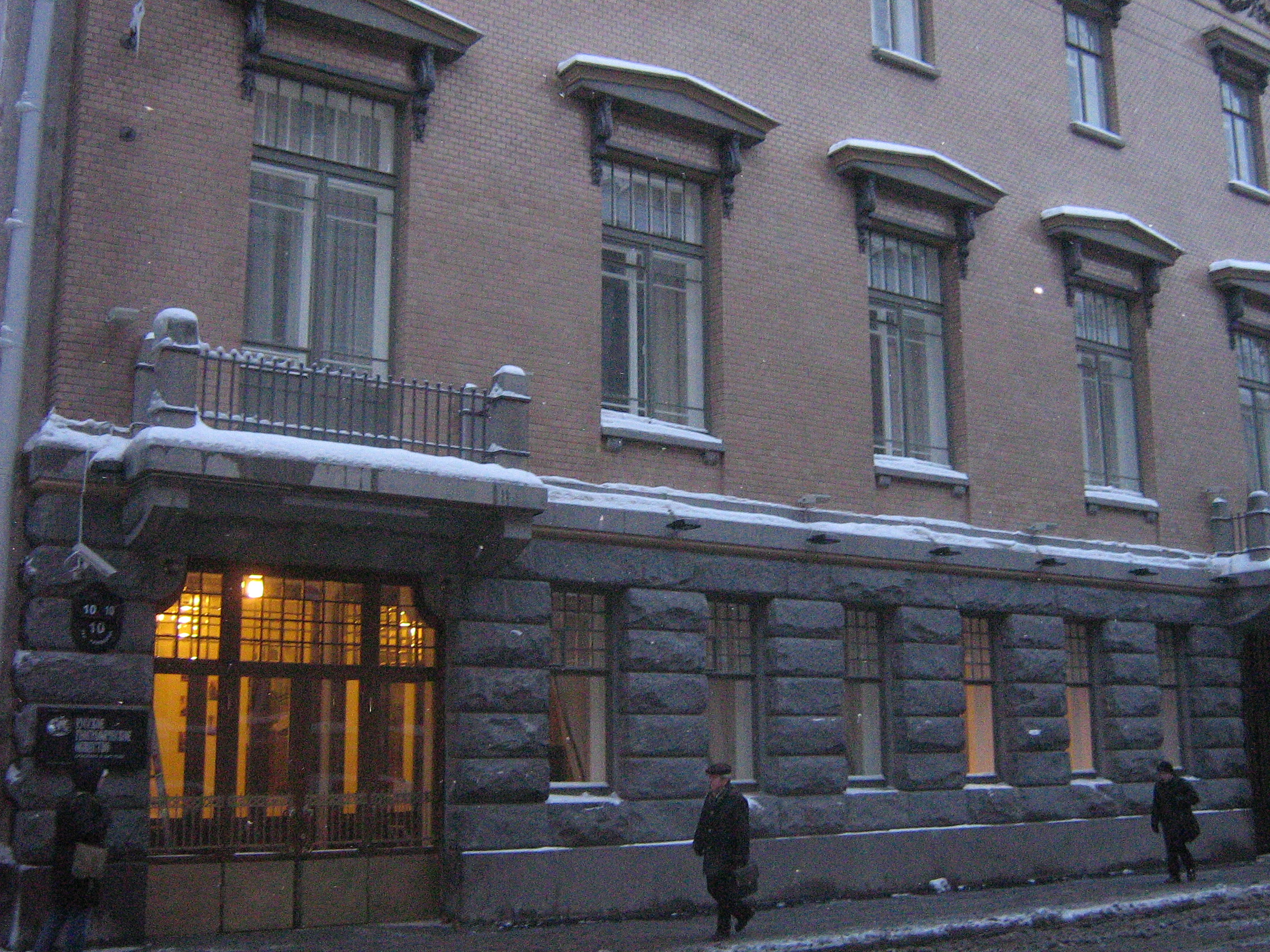
Sede de la Sociedad Geográfica Rusa en San Petersburgo.

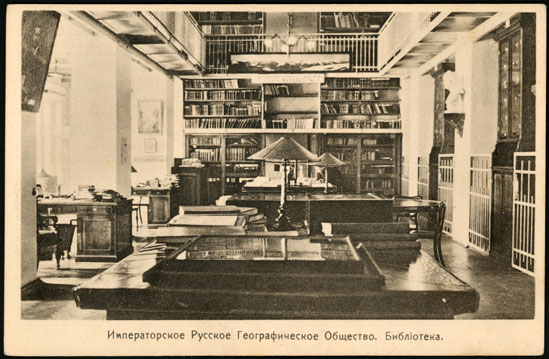
Biblioteca de la Sociedad Geográfica Rusa en 1916.

La Sociedad Geográfica Rusa (en ruso: Русское географическое общество) es una de las sociedades científicas más antiguas en el mundo desde que fue fundada en 1845 por Fiódor Litke en San Petersburgo, Rusia. Ha organizado expediciones que han jugado un papel importante en el descubrimiento y la exploración de Siberia, el Lejano Oriente de Rusia, Asia Central y el océano Pacífico. Es parte de la Unión Geográfica Internacional desde 1956.

## Nombres
- Sociedad Geográfica Rusa 1845-1850 1917-1926
- Sociedad Geográfica del Imperio Ruso 1850-1917
- National Geographic Society en Rusia 1926-1938
- Sociedad de Geografía de la URSS 1938-1992
- Sociedad Geográfica de Rusia desde 1992

## Lecturas relacionadas
- Semiónov-Tian-Shanski, Piotr. История полувековой деятельности Императорского Русского географического общества. - Historia de los 50 años de la Sociedad Geográfica Imperial Rusa. Volúmenes 1-3. San Petersburgo, 1896.
- Berg, Lev. Всесоюзное Географическое общество за 100 лет. 1845-1945. - 100 años de la Sociedad Geográfica Pansoviética. 1845-1945. Moscú-Leningrado, 1946.
- Географическое общество за 125 лет. - 125 años de la Sociedad Geográfica. Leningrado, 1970.
- Hirsch, Francine. 2005. Empire of Nations: Ethnographic Knowledge and the Making of the Soviet Union. Ithaca, NY: Cornell University Press. ISBN 0-8014-4273-7